# 吉田 (公司)
株式會社吉田（株式会社吉田）是一家日本的皮革袋包製品商。
著名旗下品牌是Porter系列。
吉田株式會社與尚立國際(Porter International)為合作夥伴，並在台灣獨家代理KURA CHIKA by Porter。

## 歷史
1935年4月1日，吉田鞄製作所由吉田吉蔵在東京神田須田町創立。
1951年，改組為吉田株式會社。
1962年，發表品牌「Porter」，俗稱「Porter包」的Porter系列成為「吉田包」的代名詞。
1983年，由吉田克幸所主導設計的「Porter Tanker」上市。
其後，與的電腦品牌VAIO展開合作，陸續推出專為VAIO設計的電腦背包。

## 品牌系列

### Porter
1962年發表Porter品牌，Porter是吉田株式會社的主要品牌。該品牌的名稱取自在飯店攜帶行李的“行李伕”。

### Luggage Label
Luggage Label於1984年推出。該品牌面向成年人。

### Porter Girl
2009年發布的Porter Girl是吉田株式會社推出的第一個女性品牌。有許多男女皆宜的Porter品牌產品，Porter Girl採用了更多女性化的設計和質料。

## Porter商標爭議
1999年，日本吉田株式會社（YOSHIDA & CO., LTD.）與位於臺灣臺中的尚立國際股份有限公司（Porter International Company Limited，簡稱尚立國際或Porter International）合作引進其品牌PORTER；當時尚立國際自吉田株式會社取得原料及材質與設計之使用授權，並在臺灣當地自行製造，其產品之商標維持為「PORTER.TOKYO.JAPAN」，但會於內部標示註明是「MADE IN TAIWAN」。但吉田株式會社尚未將Porter與其系列之商標在臺灣註冊。
2000年後，木村拓哉在戀愛世代、美麗人生等日劇中使用「Porter Tanker」系列的商品，帶動了Porter系列的熱賣。
2001年，尚立國際將Porter系列之商標在全球各地註冊（除吉田株式會社已先行註冊之日本與香港地區），取得國際商標、設計製造及經營之權利，開始以「Porter International」品牌行銷於各地；但是吉田株式會社不願承認「PORTER INTERNATIONAL」之相關品牌，並開始與對方進行長達七年的訴訟。
2007年底，吉田株式會社與尚立國際達成和解，其社長表示：「經濟發展全球化是當今各國企業發展的根本趨勢，這是眾所皆知的事實。對於PORTER INTERNATIONAL 及 YOSHIDA KABAN而言，因應全球化發展的市場規律，及順應時代潮流，為此我們進行了一連串的會商，雙方秉持信賴並以共榮共存為基本精神，從此進行更密切的相互交流及互換資訊，更加提升全球競爭力。依此關係，我們宣布與尚立公司展開合作並指定PORTER INTERNATIONAL為YOSHIDA KABAN的臺灣獨家代理商。」